# Cathy Berx
Cathy Hilde Raymond Berx est une femme politique belge (membre du CD&V), née à Berchem le 8 janvier 1969.

## Biographie
Après un doctorat en droit à l'université d'Anvers et des diplômes de langues en français (université de Tours) et allemand (université de Vienne et Trèves), elle est assistante à l'université d'Anvers de 1993 à 1994. Cathy Berx devient professeur à l'université en 2000. De 1999 à 2000 membre du conseil des districts d'Anvers, elle est membre du parlement flamand depuis 2004.
Depuis mai 2008 elle est gouverneur de la province d'Anvers.